# A Black Lady Sketch Show
 (juillet 2024).
A Black Lady Sketch Show est une série télévisée américaine de comédie à sketches créée par Robin Thede (en), diffusée sur HBO.
L'émission consiste en des sketches comiques interprétés par une équipe de comédiennes afro-américaines, dont la productrice et créatrice, Robin Thede, Gabrielle Dennis (en), Quinta Brunson, et Ashley Nicole Black (en). Laci Mosley (en) et Skye Townsend (en) rejoignent le casting de la saison 2. Parmi les vedettes invitées figurent le producteur exécutif Issa Rae, Angela Bassett, Laverne Cox, et Nicole Byer (en).
A Black Lady Sketch Show débute avec une saison de six épisodes le 2 août 2019, et reçoit un accueil positif. La deuxième saison est diffusée à partir du 23 avril 2021, après avoir été retardée en raison de la pandémie de Covid-19. En mai 2021, la série est renouvelée pour une troisième saison, puis une quatrième par la usite. En France, elle est diffusée sur OCS.

## Distribution
- Robin Thede (en) (VF : Marjorie Frantz) : personnages variés
- Ashley Nicole Black (en) (VF : Myrtille Bakouche) : personnages variés (saisons 1 à 3)
- Gabrielle Dennis (en) (VF : Géraldine Asselin) : personnages variés
- Quinta Brunson (VF : Zina Khakhoulia) : elle-même (saison 1, invitée saison 3)
- Skye Townsend (en) (VF : Aurélie Konaté) : personnages variés (saisons 3 et 4, récurrente saison 2)
- Laci Mosley (en) (récurrente saison 2)
- DaMya Gurley (récurrente saison 4)
- Tamara Jade (récurrente saison 4)
- Angel Laketa (récurrente saison 4)

## Épisodes

### Saison 1 (2019)
1. Angela Bassett est la meuf la plus badass (Angela Bassett Is the Baddest Bitch)
2. Ton Boss sait que t'as les sourcils rasés (Your Boss Knows You Don't Have Eyebrows)
3. On se les caille à l'angle de la 3e et Bonaparte (3rd & Bonaparte Is Always in the Shade)
4. Où sont passées mes choristes ? (Where Are My Background Singers?)
5. Pourquoi son abricot est-il mouillé, Seigneur ? (Why Are Her Pies Wet, Lord?)
6. Née un soir de pluie, mais pas de la dernière pluie (Born at Night, But Not Last Night)

### Saison 2 (2021)
La saison deux n'est pas diffusée en France, donc les noms d'épisodes de la série n'ont pas été traduits en français.
1. But the Tilapias Are Fine Though, Right?
2. So You Just Out Here Chloroforming
3. Sister, May I Call You Oshun?
4. My Booty Look Juicy, Don’t It?
5. If I'm Paying These Chili's Prices, You Cannot Taste My Steak!
6. Way to Ruin the Party, Soya!

## Production

### Développement
Au cours de l'été 2018, Robin Thede (en) invite ses amis proches et comédiens Quinta Brunson, Ashley Nicole Black (en) et Gabrielle Dennis à l'aider à développer une série comique. Il lance ensuite la série sur HBO, qu'il voit comme un moyen de remédier au manque de représentation des femmes noires dans la comédie américaine. Robin Thede est encouragé par les dirigeants de HBO à repousser les limites et à prendre des risques avec la série.
L'émission s'intitule à l'origine The Black Lady Sketch Show, mais le nom est modifié pour faire comprendre au public que la série est une représentation particulière des femmes noires dans le domaine de la comédie. L'émission est considérée comme la première série de sketchs comiques écrits, produits et interprétés par des femmes noires.
Le 28 janvier 2019, il est annoncé que HBO a commandé un spectacle de sketchs d'une demi-heure, A Black Lady Sketch Show, écrit et créé par Robin Thede. Issa Rae est la coproductrice exécutive avec Robin Thede, via sa société Issa Rae Productions, connue sous le nom de Hoorae à partir de 2021,. Le réalisateur de la première saison est Dime Davis (en). La deuxième saison est réalisée par Lacey Duke et Brittany Scott Smith.
Le 27 août 2019, HBO annonce que A Black Lady Sketch Show a été renouvelé pour une deuxième saison. Le tournage de la deuxième saison est mis en suspens en raison de la pandémie de Covid-19,,.
Le 24 mai 2021, HBO renouvelle la série pour une troisième saison.

### Casting
Le 24 mai 2019, il est révélé que l'émission mettra en vedette Robin Thede ainsi que les comédiennes Ashley Nicole Black, Gabrielle Dennis et Quinta Brunson. Angela Bassett, Gina Torres, et Marsai Martin font partie des invitées.
Le 23 mars 2021, Hollywood Reporter rapporte que Quinta Brunson n'apparaîtra pas dans la saison 2 en raison d'un conflit dans son emploi du temps. D'autres changements sont apportés à la saison 2, notamment le recrutement de Laci Mosley et de Skye Townsend en tant que membres de la distribution principale. Les invitées confirmées sont Gabrielle Union, Jesse Williams, Miguel, Skai Jackson, Laz Alonso, Omarion, Kim Wayans, Ayesha Curry (en), Lance Gross et Wunmi Mosaku.

### Scénaristes
Lauren Ashley Smith (en) est la scénariste en chef de la série, et les autres scénaristes de la première saison sont Brittani Nichols, Rae Sanni, Holly Walker, Amber Ruffin et Akilah Green,. Les membres du casting Ashley Nicole Black, Gabrielle Dennis et Quinta Brunson écrivent également pour l'émission. C'est la première série télévisée à avoir une équipe de scénaristes entièrement composée de femmes noires. Pour la deuxième saison, Brunson, Ruffin et Nichols quittent l'équipe, et Kindsey Young, Shenovia Large et Kristin Layne Tucker la rejoignent en tant que scénaristes supplémentaires.

### Diffusion
La série commence sa diffusion le 2 août 2019 sur HBO. La deuxième saison débute le 23 avril 2021 sur HBO et HBO Max,.

## Accueil

### Première saison
La première saison de A Black Lady Sketch Show est saluée par la critique. Sur le site d'agrégation de critiques Rotten Tomatoes, la première saison de A Black Lady Sketch Show obtient un taux d'approbation de 100 %, avec une note moyenne de 8,88/10 sur la base de 20 critiques. Le consensus du site est le suivant : « Singulier, subversif et tout simplement hilarant, A Black Lady Sketch Show trouve l'humour universel dans des espaces spécifiques pour créer des sketches pleins d'esprit qui mettent parfaitement en valeur Robin Thede et son talentueux casting ». Selon l'agrégateur d'avis Metacritic, qui utilise une moyenne pondérée, la première saison reçoit une note de 89 sur 100 sur la base de 7 critiques, ce qui indique une « acclamation unanime ».
Dans une critique d'Ali Barthwell pour The A.V. Club, elle écrit : « A Black Lady Sketch Show possède une assurance dans sa première saison qui suggère que la série n'est pas intéressée à être découpée en morceaux facilement consommables. A Black Lady Sketch Show semble plus intéresset par la création d'un monde fantaisiste et aimant que pour ses personnages principaux ». Écrivant pour Vulture, Jen Chaney déclaré : « A Black Lady Sketch Show n'est pas seulement drôle. Ses sketches sont constamment intelligents et surprenants, et se concluent souvent par des rebondissements qui ajoutent une tout autre couche aux blagues qui nous ont fait rire il y a quelques minutes »[réf. nécessaire].
En 2020, l'émission devient la première émission de sketchs dirigée par des femmes noires à recevoir une nomination aux Primetime Emmy Awards dans la catégorie « Outstanding Variety Sketch Series ».

### Deuxième saison
La deuxième saison reçoit également un accueil positif. Elle obtient un score de 100 % sur Rotten Tomatoes sur la base de huit critiques. La journaliste d'IndieWire Kristen Lopez écrit que la saison « offre une fois de plus l'hilarité et l'absurdité dans la même mesure. » Margaret Lyons, du New York Times, estime que la série « a une oreille tellement amusante pour les détails et le lyrisme, et la nouvelle saison se développe de manière transparente ; les personnages récurrents de la série sont de retour, et Robin Thede, sa star et créatrice, est aussi dynamique que jamais ». Danette Chavez, de The A.V. Club, note que l'émission « a un air de réinvention » et « conserve la cohésion, l'énergie rapide et le mélange d'humour spécifique à une culture et universel qui ont rendu la première saison hilarante et agréable à regarder ».
La deuxième saison reçoit cinq nominations aux Emmy Awards, dont celles de la meilleure série de sketches de variétés et du meilleur scénario pour une série de sketches de variétés. Daysha Broadway, Stephanie Filo et Jessica Hernández reçoivent le Primetime Emmy Award pour le meilleur montage d'images dans une émission de variétés. Il s'agit du premier ensemble de femmes de couleur à recevoir ce prix dans l'histoire des Emmy. La deuxième saison est nommée parmi les « meilleures » listes de fin d'année publiées par Paste, The A.V. Club, The Root (en), et NPR,,,.

## Prix et distinctions
- 2020 : nommé pour le Primetime Emmy Awards dans la catégorie Outstanding Variety Sketch Series pour Robin Thede (en), Issa Rae, Tony Hernandez, Brooke Posch, Dave Becky (en), Jonathan Berry, Lauren Ashley Smith, Dime Davis (en), Deniese Davis, Montrel McKay, John Skidmore et Erin Owens[15].
- 2020 : Lauréat du Television Critics Association Awards dans la catégorie Outstanding Achievement in Sketch/Variety Shows[22].
- 2021 :Black Reel Awards for Television (en) dans la catégorie Outstanding Comedy Series[23].

| Année | Récompense                                   | Catégorie                                                                                           | Nomination | Résultat   | Ref.   |
| ----- | -------------------------------------------- | --------------------------------------------------------------------------------------------------- | --- | ---------- | ------ |
| 2020  | Primetime Emmy Awards                        | Outstanding Variety Sketch Series                                                                   | Robin Thede (en), Issa Rae, Tony Hernandez, Brooke Posch, Dave Becky (en), Jonathan Berry, Lauren Ashley Smith, Dime Davis (en), Deniese Davis, Montrel McKay, John Skidmore et Erin Owens | Nomination | [ 24 ] |
| 2020  | Primetime Emmy Awards                        | Outstanding Directing for a Variety Series                                                          | Dime Davis (en) (pour Born at Night, But Not Last Night) | Nomination | [ 24 ] |
| 2020  | Primetime Emmy Awards                        | Outstanding Guest Actress in a Comedy Series                                                        | Angela Bassett (pour Angela Bassett is the Baddest Bitch) | Nomination | [ 24 ] |
| 2020  | Television Critics Association Awards (en)   | Outstanding Achievement in Sketch/Variety Shows (en)                                                | A Black Lady Sketch Show | Lauréat    | [ 22 ] |
| 2021  | Black Reel Awards for Television (en)        | Outstanding Comedy Series (en)                                                                      | A Black Lady Sketch Show | Lauréat    | [ 23 ] |
| 2021  | Black Reel Awards for Television (en)        | Outstanding Actress, Comedy Series (en)                                                             | Robin Thede | Lauréat    | [ 23 ] |
| 2021  | Black Reel Awards for Television (en)        | Outstanding Supporting Actress, Comedy Series (en)                                                  | Gabrielle Dennis (en) | Lauréat    | [ 23 ] |
| 2021  | Casting Society of America                   | Live Television Performance, Variety or Sketch Comedy                                               | Victoria Thomas | Lauréat    | [ 25 ] |
| 2021  | Hollywood Critics Association TV Awards (en) | Best Broadcast Network or Cable Sketch Series, Variety Series, Talk Show, or Comedy/Variety Special | A Black Lady Sketch Show | Nomination | [ 26 ] |
| 2021  | Hollywood Critics Association TV Awards (en) | Best Actress in a Broadcast Network or Cable Series, Comedy                                         | Robin Thede | Nomination | [ 26 ] |
| 2021  | Primetime Emmy Awards                        | Outstanding Variety Sketch Series                                                                   | Robin Thede, Issa Rae, Tony Hernandez, Brooke Posch, Dave Becky, Jonathan Berry, Lauren Ashley Smith, Dime Davis, Deniese Davis, Montrel McKay, John Skidmore et Linda Morel               | Nomination | [ 27 ] |
| 2021  | Primetime Emmy Awards                        | Outstanding Writing For A Variety Series                                                            | Lauren Ashley Smith, Robin Thede, Ashley Nicole Black (en), Akilah Green, Shenovia Large, Rae Sanni, Kristin Layne Tucker, Holly Walker (en) et Kindsey Young                              | Nomination | [ 27 ] |
| 2021  | Primetime Creative Arts Emmy Awards          | Outstanding Guest Actress in a Comedy Series                                                        | Yvette Nicole Brown (pour But the Tilapias Are Fine Though, Right?) | Nomination | [ 28 ] |
| 2021  | Primetime Creative Arts Emmy Awards          | Outstanding Guest Actress in a Comedy Series                                                        | Issa Rae (pour My Booty Look Juicy, Don't It?) | Nomination | [ 28 ] |
| 2021  | Primetime Creative Arts Emmy Awards          | Outstanding Picture Editing For Variety Programming (en)                                            | Daysha Broadway, Stephanie Filo et Jessica Hernández (pour Sister, May I Call You Oshun?)                                                                                                  | Lauréat    | [ 28 ] |
| 2021  | Television Critics Association Awards (en)   | Outstanding Achievement in Variety, Talk or Sketch                                                  | A Black Lady Sketch Show | Nomination | [ 29 ] |